# Omar Malavé
Omar Antonio Malavé (Cumaná, Sucre, Venezuela; 17 de enero de 1963-Dunedin, Florida, Estados Unidos; 22 de noviembre de 2021) fue un beisbolista, entrenador y mánager venezolano que se desempeñó como mánager de los Cardenales de Lara con cual quedó campeón, Leones del Caracas y Navegantes del Magallanes de la Liga Venezolana de Béisbol Profesional.
Era hermano de los también beisbolistas José Francisco Malavé y Benito Malavé.

## Carrera
Malavé jugó toda su carrera en la LVBP con los Cardenales de Lara desde 1980 hasta 1990. Igualmente jugó en ligas menores con los Azulejos de Toronto desde 1981 hasta 1989.
Siempre ligado a los Azulejos de Toronto, Malavé dirigió en el sistema de ligas menores desde 1991-2009 y 2011-2012. En 2010 fue entrenador de primera base de los Azulejos. En 2013 fue coordinador de operaciones en América Latina para la organización, y en 2014 nuevamente asume como mánager de los Dunedin Blue Jays (Clase A Avanzada).

### Vuelta a Venezuela
En Venezuela acumula once campañas como estratega con Cardenales de Lara (1996-97 a 1999-00 y posteriormente 2006-2007), Caribes de Oriente y Caribes de Anzoátegui (2001-02 a 2002-03 y 2009-10), Leones del Caracas (2003-04 a 2005-06), y Navegantes del Magallanes (2017-2018). En dicho periplo destacan los dos títulos consecutivos obtenidos con Cardenales en las contiendas 1997-98 y 1998-99 y el subcampeonato con Caracas en la 2004-05. En la temporada 2005-06, estando con récord de 21-22 y después de perder por paliza ante Pastora de los Llanos, renuncia a la dirigencia de los melenudos por la mala racha que atravesaba y la presión de los fanáticos, dejando en el cargo a Carlos Subero quien a la postre coronaría campeón al equipo tanto en la LVBP como en la Serie del Caribe. 

## Fallecimiento
El 22 de noviembre de 2021, Malavé se suicidó a raíz de una profunda depresión. Fue hallado muerto en su residencia en Dunedin, Florida.